# 王秀芝
王秀芝（1964年—），内蒙古宁城县人，蒙古族，中华人民共和国科学家、第十一届全国人民代表大会内蒙古地区代表。
毕业于内蒙古农业大学蔬菜专业，是中共党员。担任赤峰市农业科学研究所蔬菜研究中心主任。2008年起担任全国人大代表。